# Roberto Rodrigues
Roberto Rodrigues (ur. 12 lutego 1985 w Sta Marta de Portuzelo) – portugalski wioślarz.

## Osiągnięcia
- Mistrzostwa Świata Juniorów – Troki 2002 – dwójka podwójna – 5. miejsce[1].
- Mistrzostwa Świata Juniorów – Ateny 2003 – dwójka podwójna – 14. miejsce[1].
- Mistrzostwa Świata – Eton 2006 – czwórka bez sternika – 17. miejsce[1].
- Mistrzostwa Świata – Monachium 2007 – czwórka bez sternika – 19. miejsce[1].
- Mistrzostwa Europy – Poznań 2007 – czwórka bez sternika – 9. miejsce[1].